# Fianoniella scabra
Fianoniella scabra là một loài tò vò trong họ Ichneumonidae.